# Panda-yang-gwa goseumdochi
Panda-yang-gwa goseumdochi (판다양과 고슴도치?, lett. "Panda e ricci"; titolo internazionale Miss Panda and Mr. Hedgehog) è un drama coreano trasmesso su Channel A dal 18 agosto al 7 ottobre 2012.

## Trama
La storia ruota attorno a Go Seung-ji, un pasticcere di talento che trasuda un aspetto freddo e duro (come un riccio) che nasconde il suo cuore gentile e comprensivo, e Pan Da-yang, un proprietario di caffè ottimista e alla mano con una personalità rilassata (come un panda).